# Henotesia laetifica
Henotesia laetifica är en fjärilsart som beskrevs av Charles Oberthür 1916. Henotesia laetifica ingår i släktet Henotesia och familjen praktfjärilar. Inga underarter finns listade i Catalogue of Life.